# ダーリンは芸能人
ダーリンは芸能人（ダーリンはげいのうじん）とは、iモード（ドコモ携帯電話）専用の女性向けの恋愛アドベンチャーゲーム、及びアプリケーションゲームである。アクセス方法はドコモ携帯電話でiMenuからゲーム項目を選択し、シミュレーションまたはゲーム名を検索。ゲームオープン日は2007年12月17日。シナリオ監修・制作はSTUDIO-Mが、キャラクターデザインはイラストレーターの南月ゆうが手掛ける。

## ストーリー
芸能界で憧れの芸能人と出会い、恋に落ちた貴女。次々に待ち受ける様々なトラブルや苦悩を乗り越え、貴女は無事に、彼との恋を実らせる事が出来るのか…？

## ゲーム内容
プレイヤーは5人の芸能人男性と恋愛を繰り広げ、女性限定ではあるが気軽に、そして誰もが簡単に楽しむ事のできる恋愛アドベンチャーゲームである。
プレイヤーは会話の度に出てくる選択肢を選び、物語を進めていく。各シナリオに対し当初は5人の芸能人男性が攻略できる。ゲームを進めるにつれ選べる芸能人が増える事もあれば、既に登場している人物を攻略する事もできる。また、年齢制限はないため進んで楽しむ事の出来るアプリだが、会員制のため情報料として月額315円が必要。
本ゲームには選んだ選択肢によって相手側のプレイヤーに対する評価、また好意などが変わり、そういった変化によって物語や出来事も変化する仕組みがあり、ラストであるエンディングもゲームをプレイする本人次第でハッピーエンドにもなればノーマルエンド、バッドエンドにもなる。尚、各攻略キャラクター1人1人に20シナリオ（エピローグを入れて21話）ずつ物語が設定されており、シナリオが進んでいく中、そこでしか手に入らないイラストが登場する事がある。エンディングがハッピーエンドであったならば、最後の締め括りであるエピローグにも登場し、物語に出てきた全てのイラストは「My手帳」というページにてダウンロードする事が可能である。但し、物語の結末がバッドエンドであったならば、特典イラストを手に入れる事は出来ない。

### プレイ制限
本ゲームは物語第1話目を進めると次のシナリオへ進むのに20時間経過しない限り、次のシナリオへ進む事が出来ない仕組みになっている。20時間を過ぎる事によって、次のシナリオに進む事が可能になる。2008年2月20日まではプレイ時間の制限が24時間であった。

### 続編シナリオ
メインキャラクターとハッピーエンドを迎えた後プレイ可能になる。本編扱いになるのでプレイ制限の対象になり、10シナリオずつ物語が設定されている。なお続編シナリオをプレイするには新アプリのダウンロードが必要で、今後は本編、番外編、シーズンを含め1つのアプリでプレイできるようになる。

### 番外編アプリ
メインキャラクター以外のキャラ、つまりはサブキャラクターが相手役としたシナリオアプリである。それぞれのシナリオのストーリーは各10シナリオずつで構成されており、1日に1シナリオといったプレイ制限がある本編アプリとは違い、プレイをする際の制限はない。ただしダウンロードするには200ポイントを支払わなければプレイする事は出来ないが、一度ダウンロードすると会員者のみ何度でもプレイする事が可能。また、新しくダウンロードする場合、ポイントは支払わなくても良い。現在でプレイ可能なキャラクターは折原夏輝、中西京介、松田隆実、山田徹平、本多一磨、水城冬馬、三池亮太、井上秋羅、桃瀬達也、藤崎義人。

### シーズンアプリ
現実にあるイベントや四季の季節に合わせたイベントアプリが、期間限定を条件に無料で配信される時がある。予め定められた期間の間にダウンロードし、プレイしていたアプリは配信終了日を過ぎると同時にプレイする事が出来なくなるが、後に100ポイント支払う事でダウンロードする事が可能となる。

### ポイント購入
2008年4月下旬から毎月に1度付与されるポイントを購入出来るシステムが追加された。ポイント販売の目安は100ポイントなら105円、330ポイントなら315円、560ポイントなら525円を支払う事で購入した分のポイントが追加される。ポイントを購入する事によって、物語の番外編、過去のシーズンアプリ（2月限定で配信されていたバレンタインアプリなど）、ポイントで交換できるアイテム（待受けやデコ絵文字など）をダウンロードする事が可能になる。

## 登場人物

### Wave
芸能界で大人気のアイドルグループ。メンバーは翔を中心に一磨をリーダー格とした、計5人で構成されている。現実ではジャニーズに近い存在。
桐谷翔（きりや しょう）
職業はアイドルでWaveメンバーの1人。本編アプリの攻略キャラクター。アイドルの中でも1番人気の高いトップアイドル。栗色の癖毛に栗色の瞳が特徴的。生意気ではあるが、無邪気でとても純粋な性格をしている。女の子からの人気が高い彼だが、上辺だけで近寄ってくる女の子が多いため、プレーヤーと出会うまで女友達と呼べるような親しい子は特にいなかったらしい。ダンスの練習は大抵サボっているらしく、メンバーからは呆れられている様子。だがその反面、一度決めた事は最後まで貫き通そうとする一途な一面も持っている。ゲーム中に彼を選択すると、プレーヤーの過去が明白にされ、シリアスではあるがリアリティのある芸能界での秘密恋を体験する事ができる。エピローグにて、指輪を自分と同じサイズのものを買ってしまうなど少々天然なところがある。夏輝に対抗心を抱いており、またプレーヤーと仲良くする京介や一磨にも嫉妬する場面がある。コーヒーが苦手で手先がかなり不器用（本人談）。攻略キャラクター中最年少。慎之介とは多少の面識があり、彼のプレイボーイぶりに関心していた。好きな食べ物はハンバーグ、カレーライス。身長169cm。体重54kg。血液型はA型。誕生日は2月14日。19歳。
本多一磨（ほんだ かずま）
Waveメンバーの1人にしてリーダー格。京介達と同様、同年5月に更新されたアンケートにて初めてメンバー名が明らかとなった。本編（翔ルート）では台詞のみ、シーズンアプリでは全く登場していない為、素顔は不明であったが、翔シナリオ2回目以降からは容姿を確認する事が出来る。(現在では１回目のプレイから容姿を確認できる。)番外編では、彼のWaveに対する思いが明らかになる。しっかりしていて優しい性格をしているため、メンバーからの信頼も厚い。他ルートでも、メンバーやヒロインを傷つけまいと助言してくれたり、仲を取り持ってくれたりする。血液型はA型。誕生日は1月16日。年齢は21歳。
中西京介（なかにし きょうすけ）
Waveメンバーの1人。2008年5月に更新されたアンケートにて初めて個人のメンバー名が明らかとなった。本編（翔ルート）では台詞のみ、シーズンアプリでは全く登場していない為、素顔は不明であったが、翔シナリオ2回目以降からは容姿を確認する事が出来る。(現在では１回目のプレイから容姿を確認できる。)番外編では、プレーヤーとラジオで一緒に仕事をすることになり、言葉が出てこないときはうまくサポートしてくれる。女たらしだと業界でも有名で、誰にでもいい顔をするため好意を持っている女性が多いようだ。付き合っていた彼女と事務所に引き裂かれた過去があり、女性と本気で付き合うことができなくなっていたことがのちに判明する。血液型はO型。誕生日は4月14日。年齢は20歳。
三池亮太（みいけ りょうた）
Waveメンバーの1人。京介達と同様、同年5月に更新されたアンケートにて初めてメンバー名が明らかとなった。本編（翔ルート）では台詞のみ、シーズンアプリでは全く登場していない為、素顔は不明であったが、翔シナリオ2回目以降からは容姿を確認する事が出来る。(現在では１回目のプレイから容姿を確認できる。)赤茶のくせ毛にくりくりとした目が印象的。無邪気で明るそうな性格に思えるが仕事熱心で、ファンのイメージを大切にし、ファンの前では「僕」ヒロインやメンバーの前では一人称が「俺」に変わるなど、小悪魔的な一面が垣間見える。血液型はB型。誕生日は12月24日。年齢は19歳。
藤崎義人（ふじさき よしと）
Waveメンバーの1人。京介や一磨と同様、同年5月に更新されたアンケートにて初めてメンバー名が明らかとなった。本編（翔ルート）では台詞のみ、シーズンアプリでは全く登場していない為、素顔は不明であったが、翔シナリオ2回目以降からは容姿を確認する事が出来る。(現在では１回目のプレイから容姿を確認できる。)無口で一人行動することが多い。元々彼の姉が勝手に履歴書を送ったことから芸能界入りしたこともあって、あまり仕事に積極的にはなれない様子。血液型はAB型。誕生日は2月19日。年齢は20歳。

### JADE
ファンの間から絶大な人気を誇るバンドグループ。メンバーは春を中心に計4人で構成されている。ポピュラーである反面、敵も多い。また、メンバー達の名前の由来は四季からきている。
神堂春（しんどう はる）
職業はバンドマンでボーカリストを担当。本編アプリの攻略キャラクター。黒い服に赤毛が特徴的。無表情で滅多に感情を表に出す事がないため、何を考えているのか分からないが、プレイヤーの選択肢次第でごく稀に笑顔を見せる事がある。私服にて首に巻いているマフラー（スカーフ節も）が襷に見える事から、ファンの間では「タスキ」と呼ばれている。人と接する事が苦手。翔、または春ルートを選択し、物語を進めると春自身から曲を提供するというエピソードがあるが、メンバー曰く彼は他人に曲を提供する事は滅多にないらしい。ヘビースモーカーで、愛用のブランド名はマルボロ。夏輝、秋羅、冬馬とは昔からの付き合いで同級生であった。母と妹が1人弟が3人の6人暮らし。好きな食べ物は塩むすび。身長（ポイントで交換できる、6人全員が集合している待ち受け画像では隼人と同じ位の身長差であった事から180cm弱はあると思われる）及び体重、年齢は非公開となっている。血液型は不明。誕生日は11月7日とされているが、誕生石が翡翠であるという発言があり、（翡翠は5月の誕生石）矛盾している。名前の由来は四季の春から。
折原夏輝（おりはら なつき）
JADEメンバーの1人。春と同様、職業はバンドマンでギターを担当。金色の髪に長い前髪で右目が隠れているのが特徴的。黒いノースリーブの服を着用している。「ミィ」という名の猫を飼っている。春から「夏輝は独り嫌い」であると指摘されるが、本人は否定している。5年前にJADEのマネージャーを務めていた女性と恋人同士であった。メンバーの中でも子供っぽいところがあり、春と比べて童顔である事にコンプレックスを抱いている様子。春、秋羅、冬馬とは昔からの付き合いで同級生であった。春ルートで物語を展開すると台詞と名前のみの登場であったが、2回目以降からは立ち絵が出るようになっている。(現在では１回目のプレイから容姿を確認できる。)山田と同様、陰ながらプレーヤーを気遣う場面がある事からかファンの間でも人気があり、同年5月下旬より彼が相手役の番外編のアプリが配信されていた。血液型はO型。誕生日は6月6日。年齢は不明。名前の由来は四季の夏から。
井上秋羅（いのうえ あきら）
JADEメンバーの1人。ウェーブがかった黒髪にややホストに近い服装が特徴的。桜アプリにて容姿を確認する事が出来る夏輝とは違い、彼自身を本編中に容姿を確認する事が出来なかったが、2回目以降からは立ち絵が出るようになっている。(現在では１回目のプレイから容姿を確認できる。)顔の顎部に影がかかっている為、ケツ顎に見える。様々な女性と付き合っているが、どんな女性に対しても本気で付き合う事が出来ない為、そう長くは続かないらしい（毎回フラれるのは秋羅自身）。度々過激な発言をし、場の空気を悪くする冬馬を宥め、仲介に入るなど、メンバー中最も常識のあるキャラクターである。春、夏輝、冬馬とは昔からの付き合いで同級生であった。同年5月に更新されたアンケートにてフルネームが明らかとなった。血液型はAB型。誕生日は11月11日。年齢は不明。名前の由来は四季の秋から。
水城冬馬（みずき とうま）
JADEメンバーの1人。セミロングの長髪が特徴的。夏輝と似た、ノースリーブの服を着用している。冷めた一面を持っており、メンバーの中では1番リアリストな青年。女友達がいるが、本人は恋人は絶対につくらないと決めている。メンバーが集まって話し合いをする際には、稀に過激な発言をしては周囲を落ち込ませる時が度々あり、その度秋羅に宥められている。春、夏輝、秋羅とは昔からの付き合いで同級生であった。秋羅と同様、桜アプリにて容姿を確認する事が出来る夏輝とは違い、彼自身を本編中に容姿を確認する事が出来なかったが、番外編の夏輝シナリオや、本編アプリの2回目以降からは立ち絵が出るようになっている。(現在では１回目のプレイから容姿を確認できる。)また秋羅と同様、同年5月に更新されたアンケートにてフルネームが明らかとなった。血液型はA型。誕生日は9月15日。年齢は不明。名前の由来は四季の冬から。

### 宇治抹茶
現在芸能界の間で注目されているお笑いコンビ。
一条慎之介（いちじょう しんのすけ）
職業はお笑い芸人でツッコミを担当。本編アプリの攻略キャラクター。バサついた黒髪に眼鏡をかけているのが特徴的。抹茶色の背広を着用している。イケメンであるため、お笑い芸人の中でも人気が高い。相当のプレイボーイであるらしく、軽い言動を取るせいか女性に対しても軽い男と思われがち。日常及び会話の際は、常に関西弁で話す。モモちゃん曰く、女性には優しく接する様心掛けるフェミニストらしい。女性（特に可愛らしい女の子）の名前を覚える事に自信がある模様（本人談）。本人は「慎ちゃん」と呼ばれる事に不快感を抱いているため、他人に呼ばせないようにしている（が、モモちゃんからは呼ばれている）。几帳面な所があり、持ち歩くハンカチは常に綺麗に畳まれている。春を除いた5人のキャラクターの中では1番の年長者。続編では、ライバルキャラの立花綾香と噂になりプレーヤーを不安にさせる場面が目立ったが、プレーヤー一筋だと断言。実は立花綾香とのことは二人の愛は本物なのか、とバラエティ番組が仕掛けたドッキリだったことがのちに分かる。女性との噂が絶えなかったが、本気になった相手には一途なようだ。趣味は料理。身長172cm。体重65kg。血液型はA型。誕生日は10月21日。27歳。
松田隆実（まつだ たかみ）
慎之介と共に結成した宇治抹茶のボケを担当する青年。黒髪に黄土色のネクタイが特徴的。小豆色の背広を着用している。2008年2月配信のバレンタインアプリ、同4月配信の桜アプリ（東京編）に登場し、慎之介シナリオ2回目以降からは立ち絵が出るようになっている。(現在では１回目のプレイから容姿を確認できる。)本人曰く、プレーヤーは慎之介のものだからと遠慮しているらしい。慎之介の事を「慎」と呼ぶ。尚、バレンタインアプリや桜アプリでは「隆」という名前で表記されていた。しかし同年5月に更新されたアンケートにて「隆介」と訂正されたが、6月末の「サブキャラクター紹介」では「隆実」とされている。何かと突っ走る慎之介のストッパー的な役回りで、いろんなところに気が利き、面倒見がいいお兄さん的人柄である。慎之介たちのドッキリに一枚かんでいたが、ドッキリそのものに手を貸したのは、すれ違いが続く二人がちゃんと向き合えるきっかけになればとのことだった。非常に相方思いで、昔一人の女性を同時に好きになったときも慎之介に配慮し譲った。慎之介曰く、出会ってばかりの女の子は最初は自分に好意を寄せてくれるが、時間が経つと松田に傾くらしい。血液型はA型。誕生日は4月30日。27歳。

### 俳優
白鳥隼人（しらとり はやと）
職業は俳優で、若手俳優の中でも非常に人気がある。本編アプリの攻略キャラクター。長身にグレー色の髪が特徴的。当初はプレーヤーに対し冷たい態度をとるが、本来は感情の起伏が激しく、恐らく6人の中でも1番人間味のあるキャラクターだと思われる。また、気が荒く短気ではあるが、何度かドラマで共演している竜司曰く、「本当はとても優しい男」らしい。表側では嫌がるも本心ではそうは思っていない、いわゆるツンデレ（ファンの間では「ツン」と呼ばれる）。仕事に熱心で、仕事の為なら自分の体調が悪化する事すら厭わない。4つ年上の姉がおり、意外にもシスコンな所がある。好きな食べ物はシチュー。趣味はサッカー。身長178cm。体重62kg。血液型はB型。誕生日は8月8日。21歳。
相馬竜司（そうま りゅうじ）
職業は実力派のベテラン俳優。本編アプリの攻略キャラクター。慎之介と同様、バサついた黒髪に白いワイシャツを着用している。口数が少なく、無愛想に見えるため、どこか近寄り難い印象を受けるが、話してみると非常に礼儀正しいところがあり、他の5人とはまた違った、大人の男性としての雰囲気を醸し出している。また、他のキャラクターにはない独特の渋さから、ファンの間からは「渋」と呼ばれる。動物好きで、特に犬が好きらしい。スキューバダイビングの免許とライフセーバーの資格を所持している。女性にはやや不器用な所がある故、過去に付き合っていた彼女からも「女心が分かっていない」と突き放された事がある。趣味はスキューバダイビング。身長180cm。体重68kg。血液型はO型。誕生日は5月15日。26歳。
イ・ハヌル（い・はぬる）
職業は俳優で海外出身の韓国人。本編アプリの攻略キャラクター。温厚そうな顔立ちに茶褐色の瞳、銀色の髪が特徴的な美形男性。今年3月中旬に来日して来た事により、攻略可能のキャラクターとなった。だが彼を攻略するには条件があり、翔、春、慎之介、隼人、竜司の5人全てのキャラクターを攻略しない限り、彼を攻略する事が出来ない。趣味はジョギング。身長183cm。体重70kg。血液型はO型。誕生日は9月20日。25歳。

### プレイヤーを支える人々
山田徹平（やまだ てっぺい）
黒髪に眼鏡、スーツを着用する真面目そうな雰囲気を持った青年。ラビットプロモーションの社員で社長の片腕でもある。プレイヤーのマネージャーを務める。また、芸能界に入る前のプレイヤーを街中でスカウトした張本人でもある。慎之介のような妙にテンションの高い男は苦手らしい。攻略対象キャラクターではない(現在は攻略可能)が、バレンタインアプリでは、彼が相手役のアプリが存在している。不器用ながらもプレイヤーを陰ながら支えようとする優しさがある事からか、ファンからの人気が非常に高い。モモちゃんとは同級生だったらしい。血液型はA型。誕生日は1月3日。27歳。
桃瀬達也（ももせ たつや）
他の芸能人に対しては勿論、プレイヤーのメイク役を務めている。女性の様な振る舞いに女性の様な口調で話すが、れっきとした男性である。自称、及び愛称は「モモちゃん」で周りの人々にも呼ばせているが、山田からは「モモ」と呼ばれる。芸能界の汚い面もよく知っており、自分で難局を乗り越えようとするプレイヤーを心配し、表側でも陰ながらでも優しく見守る恋のキューピッド的な存在。幅広く活躍するメイクアップアーティストとして一目置かれていて、敵には回したくない相手でもある。山田とは同級生だったらしい。血液型はAB型。誕生日は9月8日。27歳。
森義男（もり よしお）
いつも笑顔を絶やさない小太りな外見の男性。ラビットプロモーションの社長で山田の上司。自らも芸能界で働いていたこともあったらしい。プレイヤーの芸能界入りを快く受け入れてくれる。山田を自分の片腕として信頼している。よくうちわで顔を扇いでいる。血液型はO型。誕生日は12月11日。55歳。
真（まーくん）
プレイヤーの弟として登場する少年。非常に勘が鋭く、本人曰く「お姉ちゃんを誰よりも理解している」。世渡り上手で姉を誰よりも心配している。神堂春の大ファンで、春ルートで物語を進めると仕切りに彼について尋ねてくることがある。JAEDのことが載ってる雑誌を買い集めているようで、メンバーの昔のことはプレイヤーよりも詳しいようだ。血液型はA型。誕生日は5月5日。13歳。
神堂未来（しんどう みく）
プレイヤーの家の近所に住む幼女で、春の妹。年齢に相応しくないしっかりとした性格をしていて、兄や母の言いつけはきちんと守る。未来という名前は春が命名したらしい。将来の夢は「春のお嫁さん」になる事。春の事が大好きなお兄ちゃんっ娘。

### プレイヤーの恋敵手
立花綾香（たちばな あやか）
主に翔、慎之介シナリオで登場するぶりっ子系アイドル。赤茶に近いウェーブのショートヘアが特徴的。翔ルートでは芸能界で最初にメール交換をし、プレイヤーの数少ない友人となる少女。一見可愛らしい風貌をしているが、内面は高慢で腹黒く、自己中心的。当初はプレイヤーの友達として良き相談相手になるが、徐々に本性を現していく。その言動は恋愛ドラマに出てくる悪女そのもので、様々なトラップや冷酷な策を練り、プレイヤーを不幸のどん底へと陥れてゆく。最初は自分は山田が好きなのだと公言するも、実は前から翔の事が好きであった事が後に判明する。翔との関係が良好な上、どんどん売れっ子になっていくプレイヤーを見て、妬む気持ちが抑えられなかった様子。芸能界で生き残るためならば手段を選ばないところがあり、ハヌルルートでは、佐伯に持ちかけられた条件を呑み、友人という仮面を被りつつ、ファンにプレイヤーを襲わせようとした。京介や慎之介に好意を寄せていたりと恋愛が好きなようだ。他ルートでも頻繁に出てきては、何かと注目されるプレイヤーを半ば一方的に敵視し、隙さえあれば陥れようとする要注意人物。血液型はA型。誕生日は4月17日。19歳。
葉月かおり（はづき かおり）
ファンから熱烈な人気を得るベテラン女優。茶色のウェーブの長髪が特徴的な美女。過去に春と恋人騒動があった他、竜司とは元恋人関係であったなど、攻略キャラクター（春と竜司）とは因縁が深い。プレイヤーの先輩として登場するも、春シナリオではプレイヤーに冷たく当たったり、嫌味を言うなどし、尽くプレイヤーを虐め抜く悪女の様な役として登場する。竜司シナリオでもそれは変わる事はなく、物語の中盤までは春ルート程ではないものの、やはり悪女の様な振る舞いや言動をとっていく。元々実力はあった彼女だったが、周りに認められるまで何年もかかっていたことが作中で分かる。そのせいか、自分よりも実力もなく努力もしないで出てくるような人を妬み、共演した子やヒロインを潰そうと狂言した。だが、ラストでは今まで行った行為を反省し、プレイヤーの背中を押してあげるなど、本来はごく普通の大人の女性である。血液型はO型。誕生日は9月20日。28歳。
佐伯美江（さえき みえ）
主にハヌルシナリオで登場するやり手のベテラン女優。今ゲームに出てくる女性キャラの中では年長者。到底実年齢とは思えない美貌を持っており、仲間からの信頼も厚く、またファンも多い。女優として誇りを持っているため、演技を片手間にするような人を快く思っていない。当初はかおり同様プレイヤーの職場の先輩として優しく振舞っていたが、ストーリーをおう事に徐々に本性を見せ始めていく。ハヌルを息子のように思っていたことから、親しくなっていくプレイヤーに嫉妬。同じくプレイヤーを邪魔に思っていた(節がある)立花綾香と手を組み、プレイヤーを降板させようと目論んだ。自身が今の地位に上り詰めるまで卑怯なことを繰り返していたこともあり、芸能界では誰しも相手を蹴落とそうとするものだと思っている。女優として生きるために自分の子供を手放した過去がある。血液型はB型。誕生日は8月2日。45歳。

## ネイティブアプリ版
『ダーリンは芸能人 Love Duet』は「ダーリンは芸能人」のネイティブアプリ版であり、音楽ゲーム要素のある乙女ゲームとなっていた。2013年10月にiOS版が、同年12月にAndroid版がリリースされ、2016年6月30日にサービスを終了した。

## クロスオーバー作品
パズルアクションゲーム『LOVE☆スクランブル』のメインストーリー第2部に、神堂春（CV.内田雄馬）が登場している。